# ʻAisake Eke
ʻAisake Valu Eke (Tonga, 26 settembre 1960) è un politico tongano, primo ministro delle Tonga dal 2025.

## Biografia
Originario del villaggio di Vaotu’u, ottenne la laurea in contabilità ed economia all'Università del Pacifico del Sud a Suva, per poi conseguire un MBA all'Università Monash e il dottorato all'Università del Queensland Meridionale.
Ricoprì i ruoli di funzionario e segretario ai ministeri delle finanze e della pianificazione nazionale, e nel 2013 condusse uno studio sulla qualità dei servizi nel settore pubblico a Tonga.
La sua carriera politica iniziò nel 2010 con l'elezione nell'Assemblea legislativa come rappresentante per la circoscrizione di Tongatapu 5, seggio in cui venne rieletto nel 2014 e nel 2021.
Dal 2014 fino al 2017 fu ministro delle finanze e della pianificazione nazionale.
Il 24 dicembre del 2024 l'Assemblea legislativa lo designò come diciannovesimo primo ministro dopo le dimissioni di Siaosi Sovaleni; è entrato in carica il 22 gennaio 2025.

## Vita privata
È sposato con Lusitania Latu e ha due figli.